# Kreditabwicklung
Kreditabwicklung (englisch loan workout) ist im Bankwesen die Abwicklung notleidender Kredite durch Forderungsbeitreibung und Verwertung von Kreditsicherheiten bei gekündigten Krediten mit dem Ziel, das erhöhte Kreditrisiko für den Kreditgeber zu reduzieren oder ganz zu beseitigen.

## Allgemeines
Die Kreditabwicklung ist ein Teilbereich der Problemkreditbearbeitung. Die Verwendung des Begriffs Kreditabwicklung ist in der Fachliteratur nicht einheitlich. Teilweise wird sie als Synonym von Kreditsachbearbeitung oder Kreditservicing verwendet. Die Bankbetriebslehre und Rechtsprechung benutzen den Begriff Kreditabwicklung jedoch mehrheitlich für die vorzeitige Beendigung des Kreditverhältnisses, so auch Thomas Hartmann-Wendels. Zum Zweck der Kreditabwicklung ist der Kreditvertrag durch Kreditkündigung vorzeitig zu beenden und gegebenenfalls mit einer anschließenden Sicherheitenverwertung zu beginnen. Die Kreditabwicklung knüpft an Zahlungsstörungen beim Schuldendienst an, die zu Zahlungsrückständen bei einem Kreditnehmer geführt haben. Das bei einem Kreditinstitut vorhandene Exposure wird dann als „eingefrorener Kredit“ bezeichnet, der als zweifelhafte Forderung gilt und wertberichtigt werden muss. Dabei stehen den Kreditgebern folgende Optionen zur Verfügung:
- Kreditsanierung
- Kreditablösung
- Kredithandel
- Kreditverkauf[3]
- Verbriefung
- Kreditabwicklung

Durch die Entscheidung zur Kreditabwicklung wird das Kreditverhältnis nicht bis zum geplanten Ende der Kreditlaufzeit fortgeführt, sondern vorzeitig beendet. Eine vorzeitige Kreditabwicklung ist für den Kreditgeber zumutbar, wenn er dadurch keinen finanziellen Nachteil erleidet.

## Organisation
Die Kreditabwicklung besitzt spezifische Aufgabengebiete, für die besondere Fachkräfte erforderlich sind. Deshalb ist es sinnvoll, die Kreditabwicklung von der Kreditbearbeitung organisatorisch zu trennen und als eigenständige Organisationseinheit zu führen. Die Arbeitsablaufplanung teilt für diese Einheit die einzelnen Arbeitsabläufe in Ablaufabschnitte, die eine komplette Ablauffolge ergeben. Diese beruht auf rechtlichen und wirtschaftlichen Erfordernissen. Nach der Kreditkündigung wird der Problemkredit an die Kreditabwicklung übergeben, die nunmehr aufgrund von Arbeitsanweisungen (Handbüchern) die Bearbeitung übernimmt. Im Rahmen der Funktionstrennung gehört die Kreditabwicklung wie die Kreditsachbearbeitung und Kreditanalyse zur Marktfolge.
Kreditinstitute können ihre Fertigungstiefe in diesem Bereich vermindern, indem sie die Kreditabwicklung im Rahmen des Outsourcing beispielsweise auf Kreditservicer auslagern. Diese Finanzdienstleistungsinstitute übernehmen die beschriebenen Tätigkeiten gegen Bearbeitungsgebühren.

## Ablauf
Als Adressaten der Kreditabwicklung gibt es den Kreditnehmer, einen etwaigen dritten Sicherungsgeber und gegebenenfalls den Insolvenzverwalter. Außer bei Blankokrediten erfolgt zunächst eine Neubewertung der Kreditsicherheiten. Ergibt sich hieraus eine Wertminderung, sind Wertberichtigungen (Bildung einer Einzelwertberichtigung oder von Rückstellungen) bzw. Abschreibungen vorzunehmen. Hat der Kreditnehmer die persönliche Haftung oder gesellschaftsrechtliche Haftung übernommen, so wird die Kreditabwicklung versuchen, durch Zwangsvollstreckung in das bewegliche (durch Pfändung oder Pfändungs- und Überweisungsbeschluss) und unbewegliche Vermögen (durch Zwangsversteigerung, Zwangsverwaltung oder Sicherungshypothek) ihren drohenden Forderungsverlust durch Titulierung der Forderung zu vermindern. Bei Kreditsicherheiten (vom Kreditnehmer oder von dritten Sicherungsgebern) dient deren Verwertung demselben Zweck. Bei Verbrauchern ist der Antrag auf Eröffnung oder Begleitung eines (Verbraucher-)Insolvenzverfahrens zu stellen.
Die Kreditabwicklung endet mit der vollständigen Rückzahlung (z. B. auch durch Kreditablösung, Kredithandel), der Restschuldbefreiung im Rahmen des Insolvenzverfahrens, der Verjährung der Restforderung oder (seltener) der Rücknahme der Kündigung und Fortführung des Kredites bzw. Umschuldung.

## Abgrenzung
Die Kreditabwicklung ist abzugrenzen zu Kreditsachbearbeitung und Kreditservicing. Die Kreditsachbearbeitung übernimmt die Bearbeitung von Neukrediten und Prolongationen, das Kreditservicing die Verwaltung der Kredite bis zur endgültigen Rückzahlung. Die Kreditabwicklung steht im Gegensatz zur Kreditsanierung, die kostenträchtiger und kaum automatisierbar ist und eine höhere Personalintensität erfordert. Die Kreditsanierung umfasst Maßnahmen, mit deren Hilfe ein notleidender Kredit wieder kuriert werden soll.